# 영주 성혈사 신중탱화
영주 성혈사 신중탱화(榮州 聖穴寺 神衆幀畵)는 대한민국 경상북도 영주시 순흥면 덕현리, 성혈사에 있는 조선시대의 불화이다. 2007년 7월 30일 경상북도의 문화재자료 제523호로 지정되었다.

## 참고 자료
- 영주 성혈사 신중탱화 - 국가유산청 국가유산포털